# Білик В'ячеслав Іванович
В'ячеслав Іванович Бі́лик (нар. 5 лютого 1940, Опішня) — український майстер кераміки; член Спілки радянських художників України з 1969 року. Син гончара Івана Білика. Заслужений майстер народної творчості УРСР з 1976 року.

## Біографія
Народився 5 лютого 1940 року селищі міського типу Опішні (тепер Полтавський район Полтавської області, Україна). Ремеслу вчився у батька. Впродовж 1966—1969 років здобував освіту у Миргородському керамічному технікумі.
З 1958 по 1992 рік працював на заводі «Художній керамік». Жив в Опішні в будинку на вулиці Партизанській № 112, потім на вулиці Леніна № 4.

## Творчість
Працював в традиційній для народної кераміки Полтавщини галузі скульптурного посуду: створював поліхромну скульптуру типу «баран», «лев», «цап», «бик», «косуля», «собака», набори посуду, барильця, вази й тарелі. Серед робіт:
- «Лев» (1976), «Баран» (1986).
- композиції «Піп-п'яниця і чорт» (1969), «Сім'я чортів» (1970), «Пекло» (1971; за «Енеїдою» Івана Котляревського), «Ніч перед Різдвом» (1984).

Брав участь у всеукраїнських виставках з 1966 року, всесоюзних з 1972 року та закордонних виставках, зокрема:  у Велико-Тирново (Народна Республіка Болгарія, 1976), у Лос-Анджелесі (США, 1977). У 1978 році нагороджений бронзовою медаллю Виставки досягнень народного господарства.
Окремі роботи майстра зберігаються в музеях Києва (Національний музей українського народного декоративного мистецтва), Полтави, Опішні.